# Charles Quinby
Charles Fenton Mercer Spotswood Quinby (* 6. Oktober 1899 in Norfolk; † 4. Januar 1988 in Englewood) war ein US-amerikanischer Schwimmer.

## Karriere
Quinby nahm 1920 an den Olympischen Spielen in Antwerpen teil. Im Wettbewerb über 400 m Brust scheiterte er als Vierter seines Vorlaufs an der Qualifikation für das Halbfinale.
Neben dem Schwimmsport schlug er eine militärische Karriere ein – so besuchte der US-Amerikaner die United States Naval Academy in Annapolis. Nach seinem Abschluss im Jahr 1921 diente er bis 1924 auf der Oklahoma und Cincinnati. Anschließend folgten Stationen auf weiteren Schiffen und als Militärausbilder an der University of Washington. Während des Zweiten Weltkrieges diente er auf verschiedenen Militärbasen, ebenso wie den Schiffen Craven und Sitka. 1952 zog er sich aus dem Militärdienst zurück. Für seine Arbeit erhielt er diverse Orden – so unter anderem die britische Legion of Merit, das französische Croix de guerre und die US-amerikanischen European-African-Middle Eastern Campaign Medal, Asiatic-Pacific Campaign Medal, China Service Medal, Navy Occupation Service Medal und World War II Victory Medal.